# Зимне-Золотицкое сельское поселение
Зимне-Золотицкое сельское поселение или муниципальное образование «Зимне-Золотицкое», ранее муниципальное образование «Зимняя Золотица» («Зимне-Золотицкое») — упразднённое муниципальное образование со статусом сельского поселения в составе Приморского муниципального района Архангельской области Российской Федерации.
Соответствует административно-территориальной единице в Приморском районе — Зимне-Золотицкому сельсовету.
Административный центр находился в деревне Верхняя Золотица.

## География
Зимне-Золотицкое поселение находилось на Зимнем берегу Белого моря, на севере Архангельской области. Главные реки поселения: Зимняя Золотица, Това, Большая Торожма.

## История
Муниципальное образование было образовано в 2006 году.
В 2015 году (Законом Архангельской области от 28 мая 2015 года № 289-17-ОЗ) сельское поселение было упразднено и влито в Талажское сельское поселение с административным центром в посёлке Талаги.

## Население
| 2007 | 2010 | 2011 | 2012 | 2013 | 2014 | 2015 |
| ---- | ---- | ---- | ---- | ---- | ---- | ---- |
| 326  | ↘263 | ↘262 | ↘255 | ↘246 | ↗248 | ↘234 |

## Состав
В состав Зимне-Золотицкого сельского поселения входили:
- Верхняя Золотица (деревня)
- Маяк Вепревский (населённый пункт)
- Маяк Зимнегорский (населённый пункт)
- Нижняя Золотица (деревня)
- Това (выселок)

## Достопримечательности
- Зимние горы знамениты находками вендских организмов.

## Известные уроженцы
- В 1876 году в деревне Нижняя Золотица Архангельского уезда Архангельской губернии родилась северная сказительница Марфа Крюкова[15].

### Карты
- Топографическая карта Q-37-21_22.
- Топографическая карта Q-37-23_24.